# Alzheimer's & Dementia
Alzheimer's & Dementia, abbreviato anche come A&D, è una rivista medica mensile statunitense e sottoposta a revisione paritaria. È la pubblicazione ufficiale dell'Alzheimer's Association ed è dedicata alla ricerca sulla malattia di Alzheimer e la demenza, spaziando dalla ricerca di base agli studi clinici fino alle indagini sociali e comportamentali.
La maggior parte degli articoli è consultabile in modalità di accesso aperto
Il periodico mette a disposizione un forum di:
- comunicazione rapida di nuove scoperte e idee;
- traduzione ottimale dei risultati della ricerca in applicazioni e interventi pratici;
- aumento delle conoscenze in diverse discipline per promuovere la diagnosi precoce, la diagnosi e l'intervento;
- identificazione di nuove e promettenti direttrici della ricerca.

## Articoli notevoli
Nel 2024 ha pubblicato uno studio che correla l'assunzione di semaglutide nei malati di diabete mellito di tipo 2 con una riduzione del 67% della probabilità di sviluppare una prima diagnosi della malattia di Alzheimer.

## Indicizzazione
Dal luglio 2008 gli abstract e gli articoli sono indicizzati da MEDLINE.
Nel 2023 il fattore di impatto era pari a 13.